# Historia de El Quisco

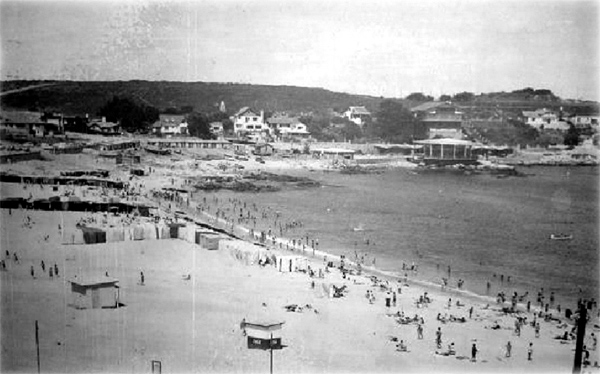
Playa Los Corsarios en 1964. Al fondo se ve el Club de yates El Quisco y la Caleta de Pescadores.

## Historia
En la playa de El Quisco pudiesen haber rocas de origen volcánico pero generadas en arcos volcánicos muy antiguos que existieron cercanos a la costa chilena hace 150-250 Millones de años en el pasado. Esas rocas fueron enterradas y luego exhumadas por fenómenos tectónicos y ahora son erosionadas para luego ser depositadas en los sectores costeros. Dadas las condiciones tectónicas y geológicas actuales, la probabilidad de que exista un volcán activo submarino frente a las costas chilenas es extremadamente baja.
En el balneario se encuentra la que sería una misteriosa huella de pie en una roca elevada. En caso de tratarse realmente de la representación de una huella humana, sería una prueba más de la existencia en la costa central chilena, especialmente en lugares como Rocas de Santo Domingo, Punta de Tralca, y El Quisco, una cultura de gran antigüedad.

### Cultura Bato y Llolleo
Dentro de las culturas que ocuparon El Quisco estuvieron las de El Bato y Llolleo áreas culturales, que caracterizaron al período Temprano, coincidiendo sus fechas con las de la cultura Molle (200 a. C. y el 700). En este Período agroalfarero temprano -o formativo temprano-, se distinguen coexistencias de poblaciones aún del Período Arcaico, con otros grupos de vinculación nortina -tradición Bato-, y otros con desarrollo espacial más locales -complejo cultural Llolleo, pero localizados más al sur.
La Tradición Bato, que se establece alrededor de los 300 a. C. y 400, compartiendo pautas culturales con la Cultura el Molle, que se ubicaba más al norte. Característico de dicha cultura fue el uso del tembetá; además se encontraron morteros, que son elementos de piedra usados en la molienda de vegetales y minerales. La evidencia del lugar de este grupo está en el ex fundo Trebulco y en La Manresa, ubicados en la localidad de Lonquén. Alcanza su máximo desarrollo hacia el 400 a 500 tanto en la costa como en el interior, y persiste hasta momentos tardíos en la zona precordillerana hacia 900.
Los grupos humanos de este complejo se constituían en pequeñas bandas familiares que mantuvieron alguna similitud con los grupos arcaicos, diferenciándose en el ritual fúnebre (entierros en forma aislada y bajo habitaciones) y en la adopción de prácticas hortícolas y alfareras. El rasgo estilístico más característico de su cerámica es la decoración con incisiones lineales que enmarcan campos punteados. Igualmente significativo es el uso del tembetá discoidal con alas Esta fue la cultura predominante en el área del Quisco.
Surgieron a fines del último milenio anterior a la era cristiana, hasta el 700/800. No formaron pueblos; sus habitaciones no estaban aglutinadas. Sus tiestos alfareros y otros artefactos, como pipas y tembetás (adornos labiales de cerámica o piedra), pueden relacionarse no solo con la cultura Molle, sino también con la Complejo Pitrén, al sur del río Bío-Bío (300) Estos agricultores de Chile central vivían entre los valles de los ríos Choapa (IV Región) y Cachapoal (VI Región), aunque manifestaciones de la cultura Llolleo han sido encontradas desde el río Illapel (también la IV Región, pero más al norte) al sur. Además de los productos que cultivaban, complementaban su alimentación con la caza, recolección y pesca.

### Cultura Molle
Esta cultura llegó a Chile en el año 300 aproximadamente, por grandes migraciones al país, desde Brasil, las selvas tropicales del Chaco, pampas argentinas y Perú, estableciéndose entre los valles transversales del río Copiapó y el río Choapa. Los primeros asentamientos fueron al interior del país, en el Molle, donde se hallaron las primeras huellas. Se mezclaron con las poblaciones arcaicas adoptando algunos elementos culturales y rasgos físicos. Fueron los antecesores de la cultura diaguita y a la llegada de los españoles (1492), estos ya estaban extinguidos. Según nuestra división política- administrativa actual esta cultura se habría ubicado entre la III y IV región.

### Cultura Aconcagua
La cultura Aconcagua se extendía por toda la zona litoral comprendida por los balnearios de Algarrobo, El Quisco, Llolleo, El Tabo, Las Cruces, Rocas de Santo Domingo, Cartagena y el área de El Convento y Tejas Verdes, haciéndose hallazgos al respecto en toda esta línea.Parte de su cerámica es llamada comúnmente Tipo Aconcagua Salmón por ser de un notorio color anarajado con pintura negra en su decoración, y pertenece al período Agroalfarero Tardío de la región, por ahí por entre el 800 y el 1470, produciendo principalmente piezas como pucos o escudillas, en cuya cara externa es frecuente la decoración representando la figura de un "Trinacrio", o especie de remolino de tres aspas.

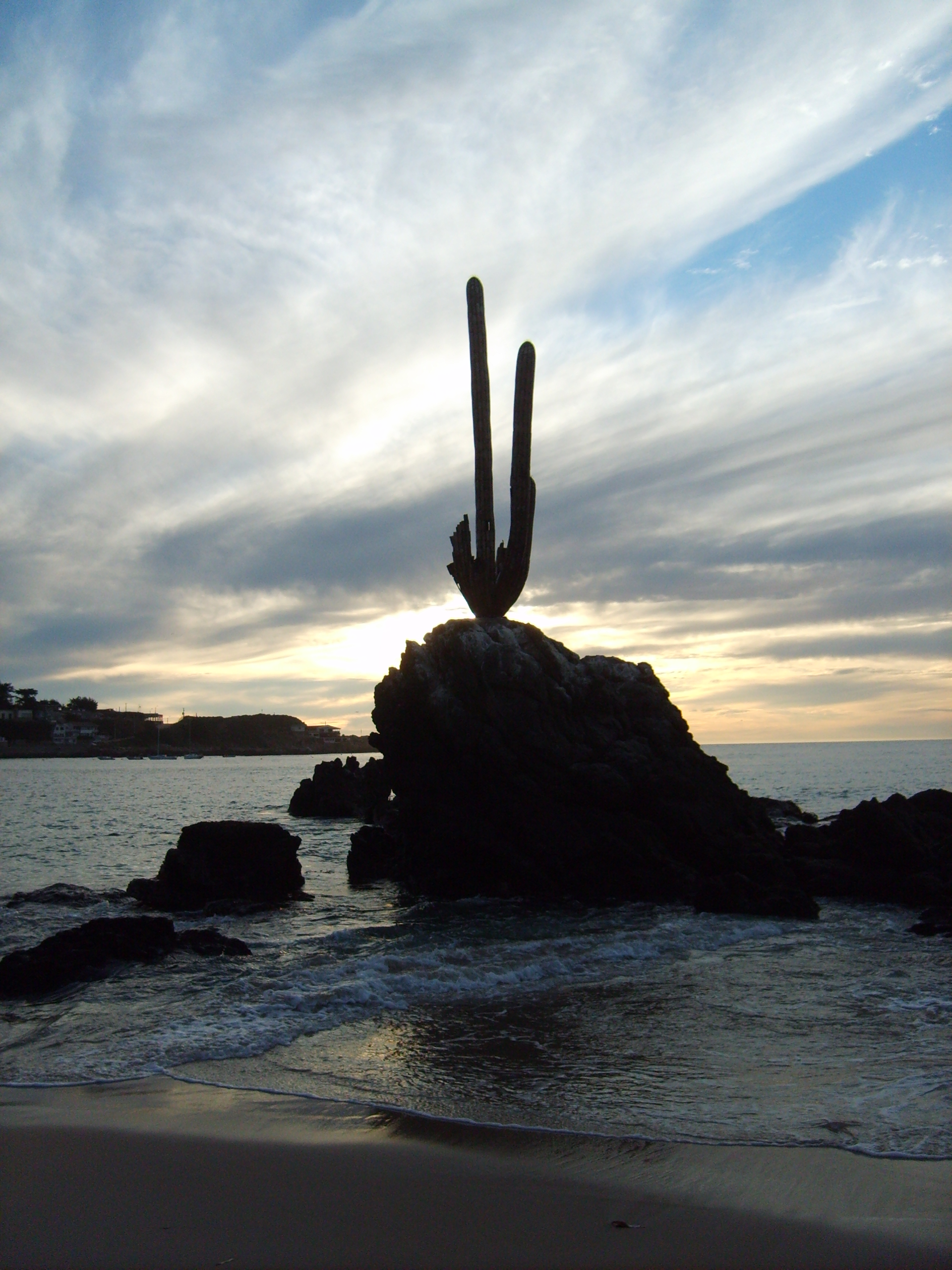
Escultura metálica de un quisco sobre una roca de la Playa Los Corsarios.

Esta cultura se engloba historiográficamente dentro del grupo picunche, que se ubicaba entre dos importantes ríos: el Choapa e Itata. Fueron agricultores y por lo tanto, sedentarios. De esta actividad obtenían papas, calabaza, maíz, porotos y ají. En la zona donde vivieron el agua era abundante y el clima cálido. También criaron animales, especialmente llamas y guanacos. De ellos sacaron carne y lana para fabricar sus vestimentas. Los picunches se instalaban en grupos de aproximadamente 300 personas, en pequeñas aldeas. Sus casas eran de barro y techo de totora. En cada una vivían unas 30 personas, entre el padre, las esposas, los hijos, y otros familiares directos.
Su costumbre establecía que los hombres mandaban o dirigían; la máxima autoridad era el padre y luego venía el hijo mayor. Solo en caso de emergencia, en especial si ocurría una guerra, había un jefe que lideraba a los demás: el cacique. No obstante, conformaron un pueblo pacífico.

### Dominación Inca
Esta zona formó parte del Imperio inca, específicamente del Collasuyo Con el objeto de asegurar su dominación y de introducir las costumbres incaicas, los soberanos incas establecieron numerosas colonias de mitimaes, es decir, de agricultores y artesanos pacíficos, traídos de diversas partes de su Imperio: aymaras, quichuas, atacameños, etc. Estos pobladores extranjeros dieron origen a numerosos caseríos, cuyos nombres recuerdan los de su lugar de procedencia: Limache (gente de Rímac o Lima), Collahue (lugar de collas o aymaras), Pomaire y muchos otros de origen atacameño.
Esta sección iba entre los mitimaes de Quillota y Talagante. La zona de Casablanca y el Quisco estaba muy cerca del paso de la ruta costera de los Caminos del Inca. En Casablanca, el tramo de los Caminos del Inca que cruza el estero en Las Dichas, se ha conservado con el nombre de “Camino de los Polleros”, el cual interseca el camino Casablanca (Chile) -Algarrobo (Chile) en el camino actual a Lagunillas y Lo Abarca. 33°23′22.64″S 71°26′12.07″O / -33.3896222, -71.4366861.
El nombre del camino se debe a que los vestidos de los soldados incaicos estaban hechos de pulla (Zephyranthes andina), planta anual de la familia de las Amaryllidaceaes, propia de provincias altoandinas, de flores vistosas que florecen en primavera, y que es considerada como indicadora del buen o mal año agrícola.

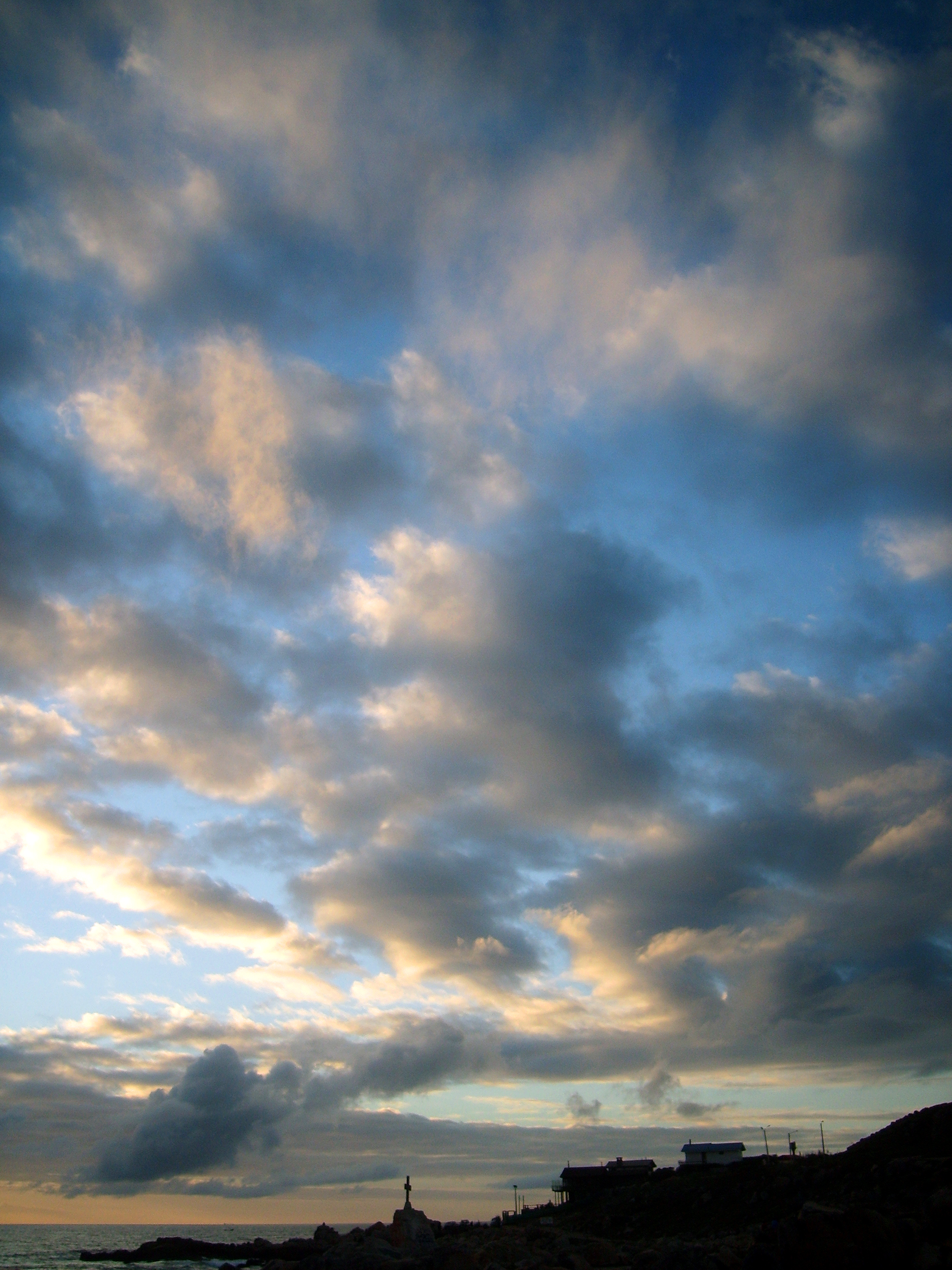
Atardecer en la playa Las Conchitas.

El Camino pasaba de Limache a Lo Orozco, de ahí a Las Dichas, de ahí al Portezuelo de Ibacache, terminando en Talagante donde existía otro Mitimae. El año 1430, el Inca Túpac Yupanqui, inició una gran campaña militar que culminó con el establecimiento de una frontera en el río Maule. Ilabe, uno de los súbditos incas que comandó las fuerzas invasoras, se estableció en el valle Picunche de Llollehue, entre los ríos Maipo y Mapocho y decidió fundar una colonia y un pucará, tarea que confío a su hijo Tala Canta Inca Ilabe (En aimara, tala significa hechicero y canta significa lazo; (“Lazo del hechicero”) en la zona entre el río Maipo y el río Mapocho. Tala Canta Ilabe poseyó autoridad para nombrar curacas o gobernadores, a la vez dependía del Inca del Cusco, su mandato fue fructífero pues pudo establecer el sistema social, político y económico característico del imperio de los Incas, hacer repartos de tierra, de propiedad comunitaria e iniciar las construcciones de obras de bien común, como caminos, graneros para guardar los frutos de las cosechas y la construcción de las viviendas. La producción agrícola y ganadera logró tal desarrollo que permitió remitir alimentos hacia los pucarás del norte.
En 1540, el capitán Pedro de Valdivia, sus soldados, yanaconas e indios de servicio, ingresaron a la cuenca del río Maipo por el camino Inca que hoy ocupa la Avenida Independencia de la ciudad de Santiago, cruzaron el río Mapocho, avanzaron cinco cuadras y tomaron posesión de los principales edificios de este centro administrativo. Antes de un año, fundaron una ciudad española en el “Tambo Grande” que había en la actual Plaza de Armas iniciando la Conquista española.

### Conquista Española

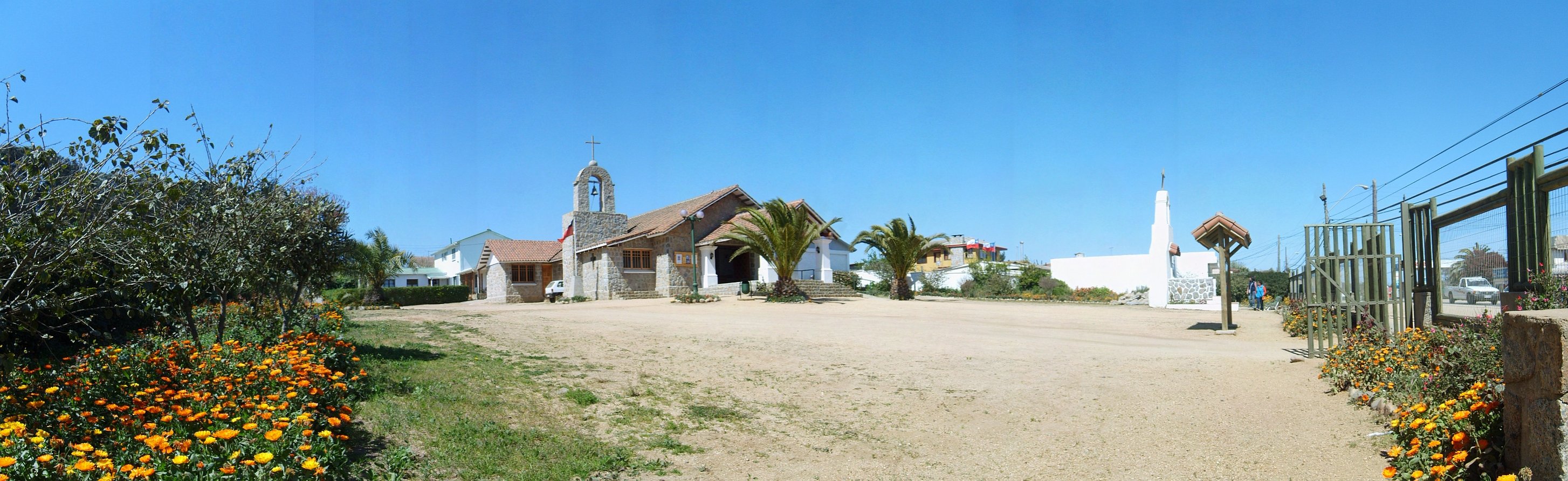
Iglesia San Juan Evangelista.

#### Leyenda de El Pie de la Princesa
Cuenta la leyenda, que cuando Diego de Almagro exploró Chile, envió a Gómez de Alvarado y Contreras a recorrer por tierra todo el litoral, llegando primeramente al estero que después se llamaría Marga Marga, en busca de oro y riquezas, saqueando todas las comunidades indígenas que encontraron en su camino y robando a las indígenas jóvenes, para venderlas y así costear sus gastos para el regreso. Pero ocurrió que no encontraron ninguna de las riquezas que ellos esperaban; entonces, los indígenas les dijeron que más al sur encontrarían tesoros y grandes bellezas indígenas.
Los españoles se dirigieron hacia donde ellos le indicaron, llegando hasta este sector habitado por los "Changos", tan pobres y sin riquezas como los otros, los españoles no tuvieron más remedio que conformarse con llevarse a las indígenas más jóvenes. La más bella era la princesa de la tribu, que al ver a su pueblo oprimido y maltratado por los españoles, ordenó a las mujeres subir a la roca más alta y lanzarse al mar, así lo hicieron pero el pie de la princesa quedó atascado en las rocas.
El español Gómez de Alvarado y Contreras en el siglo XVI, fue el primer navegante europeo que bordeó esta zona. Posteriormente, cuando el conquistador de Chile, Pedro de Valdivia se instala en Santiago, estas costas eran propiedad de los caciques de la cultura Aconcagua, Huechún y Millacura.
En tiempos de Valdivia, se consigna la presencia de indios pescadores en la Zona Central.

Aliamapu (Valparaíso) era habitada ... por esa raza especial de aborígenes que conserva todavía su tipo, su nombre y hasta su humilde ejercicio de la mar... los antiguos changos»
V. Mackenna, 1936

El término «chango» aparece no solo en la toponimia, sino también en los documentos de la época colonial aludiendo a los indios pescadores. Según el historiador Joaquín Santa Cruz (1926), vivían fundamentalmente de la pesca y recolección de mariscos y mamíferos marinos.
Hacia 1562 un gran número de changos de la costa central había desaparecido ya sea porque fueron trasladados, perseguidos o exterminados.

"Vicuña Mackenna afirma que los colonos de Santiago tuvieron noticias de una nave que se había estrellado contra las costas de Topocalma y los escasos sobrevivientes, entre los que se contaba un negro, fueron cruelmente asesinados por los indios que allí vivían, por tal motivo «..ocurrieron en vengarlos matando ciento por uno, según era la ley del talión en tales casos»
 Szmulewicz, 1984

Los primeros antecedentes de ocupación española en la zona de El Quisco datan de 1570, cuando la familia española de Alonso de Córdoba se asienta en el lugar. Antes se denominaba Huallilemu o bosque de robledal, pero luego se pasó a llamar El Totoral por la gran cantidad de totoras existentes.

#### Piratas

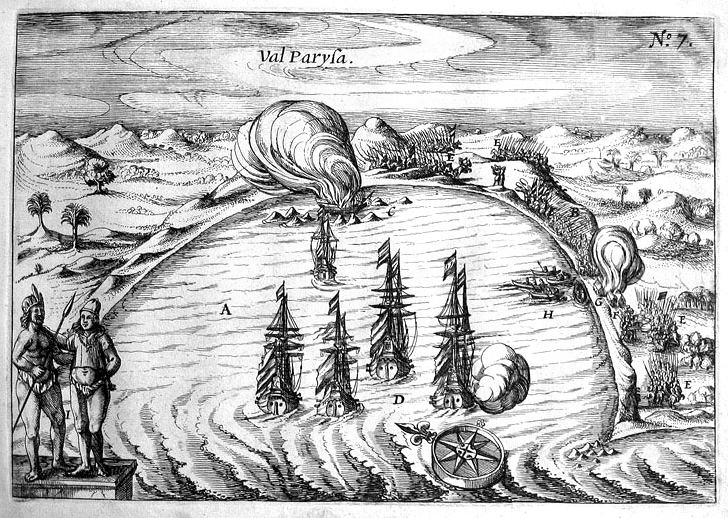
Joris Van Spilbergen en Valparaíso, 1615.

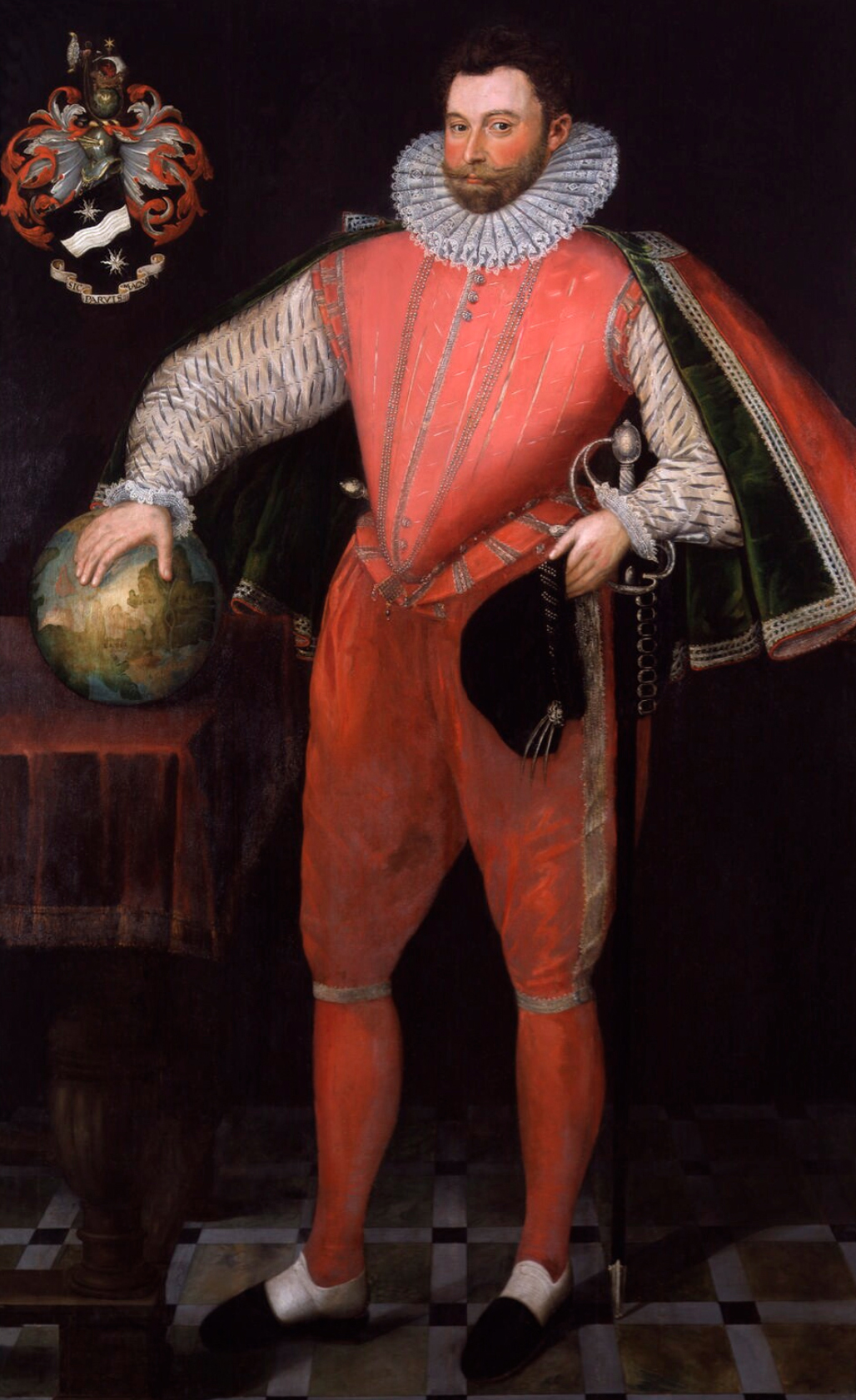
Sir Francis Drake (sobre 1581).

Desde 1578, junto con la vecina Algarrobo y el Canelo fueron lugar de escondite de piratas como los ingleses Francis Drake, Thomas Cavendish, Richard Hawkins y Holandeses como Oliver Van Noort y Joris van Spielbergen.
Francis Drake habría estado con su galeon Golden Hind en su bahía, en diciembre de 1578. Viajó con dos japoneses, que se conocen solo por sus nombres cristianos, Cristhoper y Cosmas quienes fueron los primeros japoneses en casi circumnavegar el globo terráqueo.
El más curioso de los piratas habría sido Subatol Deul, uno de los piratas judíos del Caribe y socio del hijo de Francis Drake que hizo de la Herradura su guarida. El Capitán Davis trabó relación con el hijo del corsario Sir Francis Drake y con él establece una alianza antiespañola que , en la historia de la piratería caribeña , es conocida como la «Fraternidad de la Bandera Negra» (Black Flag Fraternity).

#### Ginés de Lillo
Los trabajos de Ginés de Lillo permitieron tener un registro acabado de la sociedad chilena del siglo XVII. Se sabía por diversos documentos de la época que los pueblos del interior tenían pescadores en las Caletas costeras llamados "pescadores en la costa".
Solo en las mensuras de Ginés de Lillo se citan 3 casos en la cuenca del Maipo:
- Los indios de Melipilla tienen pescadores en la Quebrada de Calbín junto a la laguna de Alonso de Córdova[10]
- Los indios de Pico tienen pescadores en Paico y sacan oro en Temumu[11]
- Los indios de Huechún (Melipilla) tienen parientes o pescadores en Duca Duca.[12][13] Duca Duca (del mapudungún:doka= doca. Planta rastrera carnosa de la familia de las aizoaceas llamada “frutilla de mar”) en los alrededores de la laguna hoy conocida como El Peral que se ubica al sur de Las Cruces.

El centro étnico de los Picones más eminente parece haber radicado en el pago de Pico, situado en Puangue. en las cercanías de Melipilla. Precisamente, setenta indígenas picones fueron encomendados al obispo Rodrigo González Marmolejo, por Valdivia. Tuvo más tarde el disfrute de la encomienda, Antonio González Montero, sobrino del eclesiástico. En el siglo XVIII, existía en las cercanías de Pomaire, el pueblo de Pico, ubicado en la hacienda del mismo nombre, a unos 8 km al noroeste de Melipilla (33°37′31.28″S 71°16′16.19″O / -33.6253556, -71.2711639).
Probablemente, Pico fue una cabecera de relieve, desde que un cacique con ese nombre aparecía entre las "cabezas" excelsas del Reino, en tiempos de Valdivia.
En otro orden, el mismo conquistador donó a Juan Bautista Pastene una encomienda, en 1550, en la que se incluyeron

"Los caciques llamados Antequilica e Chumavo o Catalogna con todos sus indios... que tienen su tierra en la provincia de los picones e valle llamado de Poangui... con más las tierras e asiento que tienen los dichos caciques cerca del río Maipo, llamado Pico, para sembrar los años que son de sequía que por no tener agua el valle dicho de Poangue van allí a sembrar e lo tienen por suyo de tiempos pasados"
CDIHCh, la., XVIII: 445.

#### Vuelven los piratas y corsarios
A fines de la etapa colonial ya eran numerosos los barcos extranjeros que hacían el comercio ilegal en las costas chilenas. A los acostumbrados buques ingleses, holandeses y franceses del pasado, ya se había añadido buques norteamericanos. Operaban generalmente con el apoyo de los criollos chilenos, que veían los intentos de las autoridades españoles de interferir como una demostración más de la arrogancia del sistema colonial español.

#### El uso de las playas en la Colonia
Los pescadores indígenas en la época de la Colonia debían cancelar un arriendo a los dueños de las estancias por ocupar las playas y tener un sitio donde levantar sus chozas. El incumplimiento de estas disposiciones provocó tantos pleitos que el gobernador Ambrosio O'Higgins abolió estas trabas

«declaró de uso común hasta cien varas de tierra desde la línea de la alta marea hacia el interior, con la única condición de que en sus chozas, los pescadores no albergasen a gente de mal vivir ni causasen perjuicio a los estancieros»
Ambrosio O'Higgins. en Smulewicz, 1984

### Independencia de Chile
El actual camino que une El Totoral con Punta de Tralca, habría sido la antigua vía a valparaíso, ruta que habría deseado tomar Casimiro Marcó del Pont en su huida luego de la derrota entre los patriotas. Este relato señala que el último Gobernador del Reino de Chile, se habría refugiado en el sector de Punta de Tralca
Muchos de los soldados españoles habrían encontrado refugio en sus quebradas.

#### Los caminos en elsigloXIX
En general, y con excepción de las villas fundadas expresamente por los españoles, la mayoría de los poblados que se emplazan en nuestra región, tienen origen en caseríos que se ubicaban en los lindes de algunos de los tres caminos que cruzaban de norte a sur el país, en el período colonial

##### El Camino Real o del centro
El camino Real estaba trazado por los cerros de la costa, dirigiéndose de Santiago a Melipilla, de allí entraba a Colchagua por Peumo, seguía por Pichidegua y el pueblo de Colchagua, hoy Santa Cruz. Continuaba hacia Lolol, Nilahue, Las Palmas y Los Coipos, llegando a Peralillo y junto al río Mataquito, entraba a la jurisdicción del Maule. Fue el de mayor uso durante los siglos XVI y XVII. Actualmente se utilizan diversos tramos de esta vía.

##### Camino de la Frontera
El camino de la Frontera atravesaba el Valle Central y corresponde en gran medida al actual Longitudinal. Pasaba por las villas de Rancagua, Rengo y San Fernando, ya fundadas. Verdadera espina dorsal de las comunicaciones del reino, fue utilizada por estancieros y hacendados para sacar sus productos, lo que obligó a su continua mantención. Muchas veces estas propiedades agrícolas solían tener un frente hacia esta ruta, para acercar casas, poblados y capillas.

«... en carretas y tropillas de mulas, en unas y otras, viajan a la capital del Reino las cosechas de cereales, la lana, los cueros, el charqui, el vino, la sal»
León Echaíz 

La legislación del siglo XVIII sobre la fundación de nuevas villas, también legisla sobre los puentes, previendo su construcción, determinando que el cobro de estas obras públicas, el llamado «pontazgo», pasa a ser una de las rentas del cabildo.

##### El Camino de la Costa
El tercer camino "el costino o de la sal", partía desde Valparaíso pasando por Casablanca, Llolleo y Santo Domingo. A Colchagua ingresaba por Litueche Navidad y Rapel, hasta llegar a la laguna de Cáhuil, Boyeruca y Bucalemu. De las salinas de esta zona llevaban la sal a la capital y de ahí su nombre. siguiendo la  Ruta del Camino del Inca Costero o de los Polleros. Este tenía desviaciones que corresponden al actual Camino de Casablanca a Algarrobo que se desprendía de este a la altura del Totoral y el camino del Totoral a Punta de Tralca.

#### SigloXVIII-XIX
El sector en que actualmente se ubica el balneario el Quisco formaba parte de la antigua hacienda denominada Lobos. Ya se la nombra como tal en la obra "Relaciones geográficas del reino de Chile" de Francisco Solano en 1756. Aún hoy queda el recuerdo de dicho nombre en alguna de sus calles. Esta hacienda pertenecía en ese entonces a don José Aguirre y su esposa doña María Sánchez Galeas. La hacienda fue subdividida a inicios del siglo XIX entre los herederos Aguirre Sánchez. Un sector de los Lobos que pasó a denominarse posteriormente San Isidro pertenecía a fines del siglo XIX a don Marcos Aguirre y su esposa doña Victoria Delazar. Dicho sector fue heredado por su hija Ascensión Aguirre Delazar y luego por su hijo Narciso Aguirre (Conservador de Bienes Raíces de Casablanca Nº139/1929). El Sr. Narciso Aguirre fue uno de los fundadores del balneario del Quisco iniciando la venta de sitios en el sector. Otros propietarios en esa época fueron sus tías abuelas doña Petronila y Josefa Delazar cuyos terrenos también fueron parcelados.

#### SigloXX

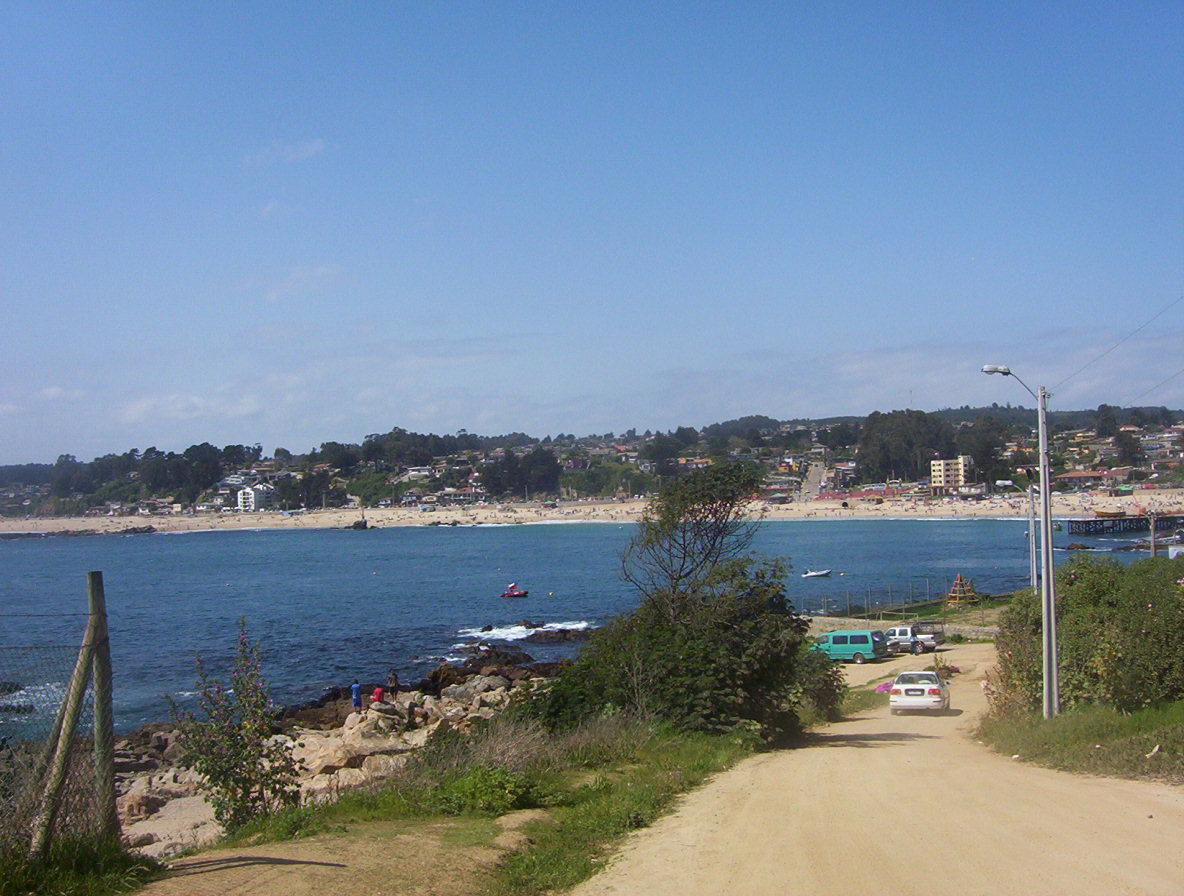
Playa Los Corsarios, vista desde la calle Costanera.

Después de la independencia la zona estuvo parcelada en Fundos los que se empezaron a lotear en 1930, empezándose a urbanizar el Balneario.Las tierras donde se encuentra hoy el pueblo formaban parte del llamado “Fundo El Yeco”, que a fines del siglo XIX era un asentamiento agrario y dependía de El Totoral, antiguo pueblo que, al igual que Isla Negra, forma parte de la comuna de El Quisco.
Los primeros en instalarse fueron el Hotel Italia, la Municipalidad
, la Iglesia, y almacenes legendarios como El Turco. No existía agua potable, surtiéndose de norias. En los primeros tiempos fueron los profesionales como Médicos, Abogados, Arquitectos o Artistas que hicieron del Quisco su localidad de verano.

### Comuna

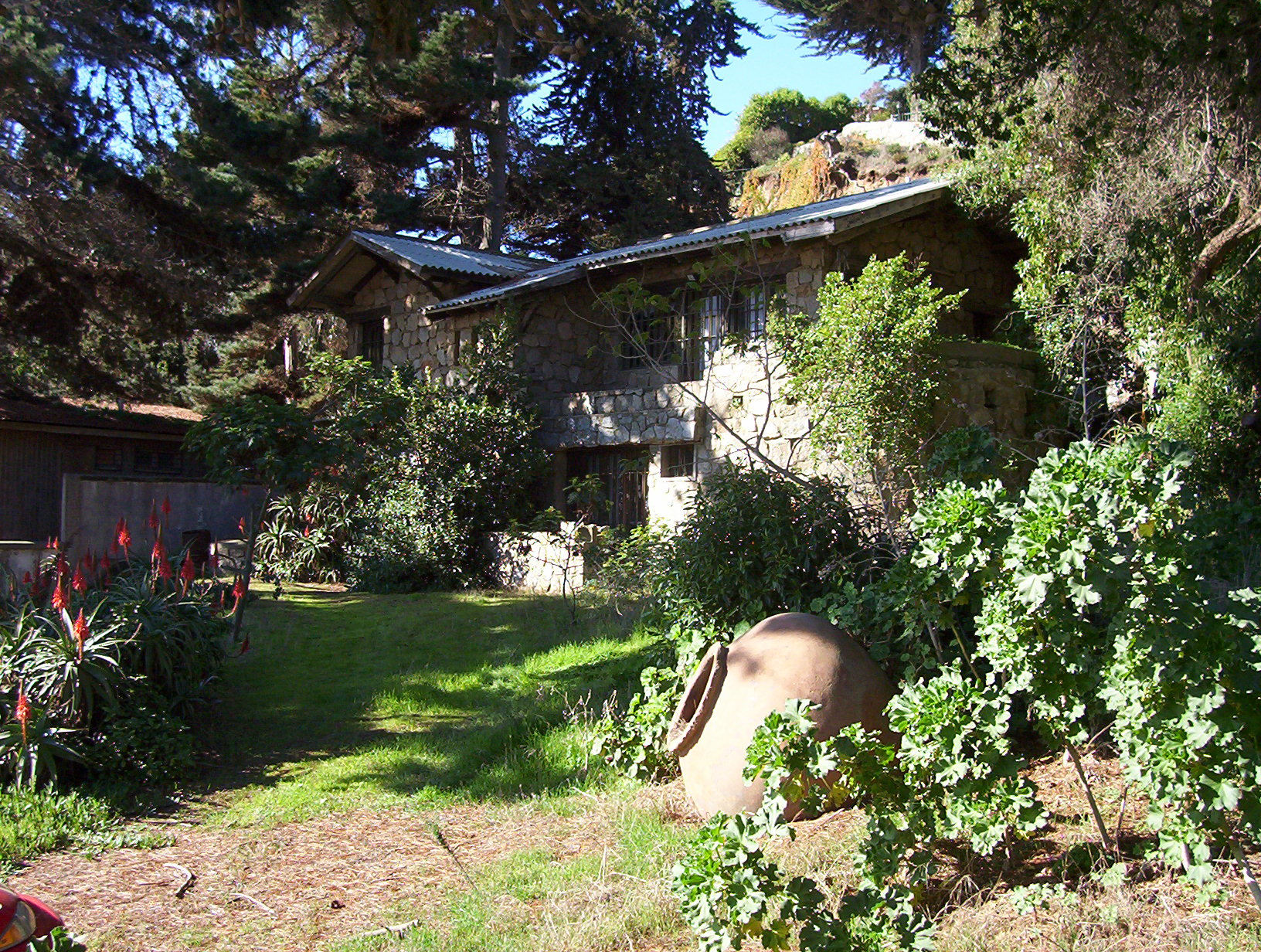
Casa de Isidoro Dubournais en el centro de la bahía.Un edificio clásico del Quisco

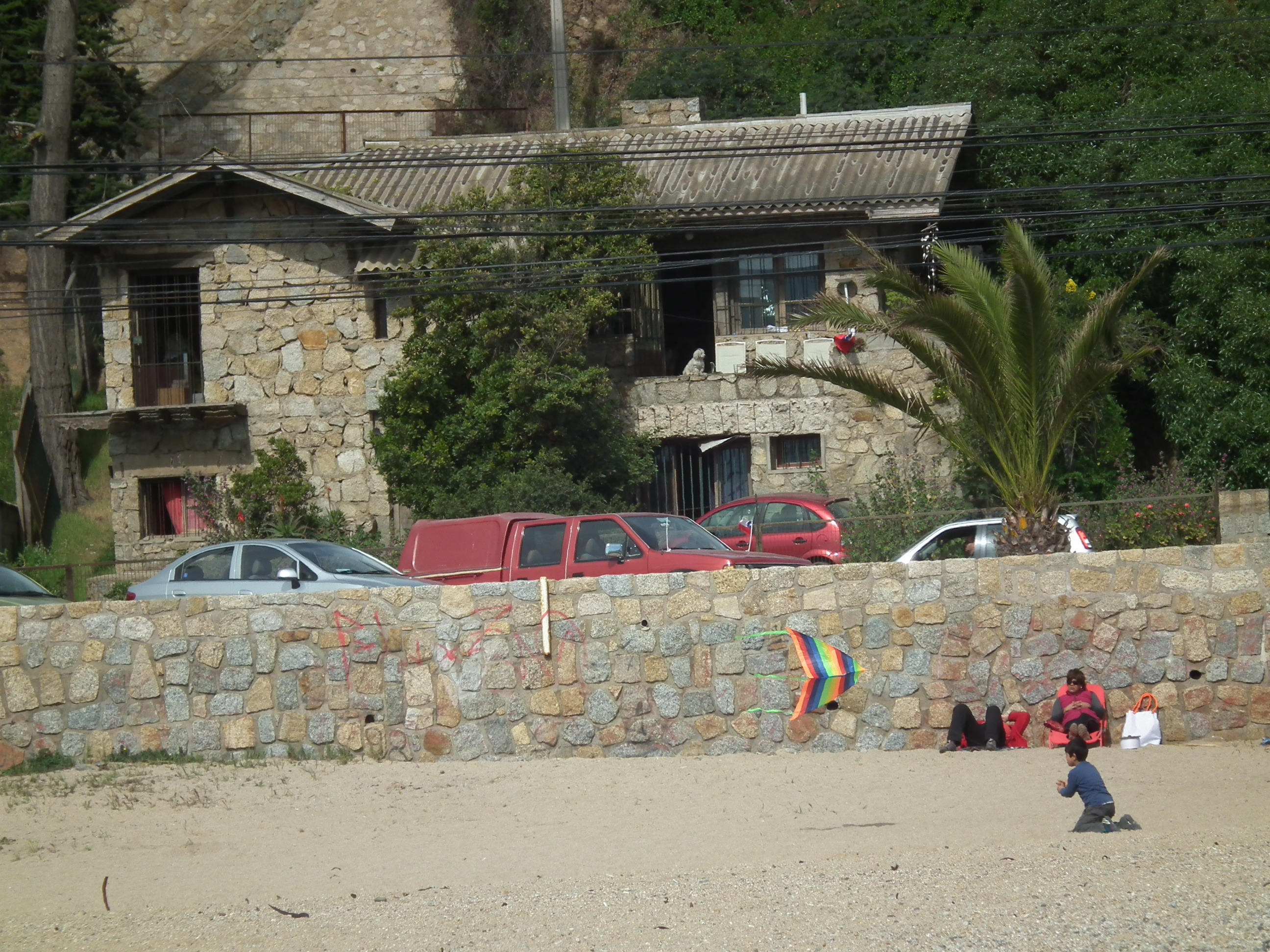
La Casa Dubournais desde la Playa de El Quisco

Entre las personalidades de servicio público que llevaron adelante la idea de transformar a la Junta de Vecinos de El Quisco, dependiente de la I. Municipalidad de Algarrobo, en comuna "El Quisco" se puede destacar el nombre del Sr. Isidoro Dubournais, Regidor de la Municipalidad de Algarrobo y Presidente de la Junta de Vecinos de El Quisco. De allí que la avenida principal que estructura la red vial de la comuna lleva hoy su nombre, como homenaje a su gestión de servicio y desarrollo por la comuna.
La comuna de El Quisco se constituye como tal el 30 de agosto de 1956 bajo la presidencia de Don Carlos Ibáñez del Campo bajo Decreto Ley Nº12110.

### Actualidad
Después de ser creada la comuna muchas familias migraron haciendo de este lugar su lugar preferido de veraneo. Después del Golpe de Estado de 1973 empiezan a llegar colonias militares, instalándose en sitios como el antiguo Hotel Italia. Muchas de las familias originales empiezan a migrar y se produce un recambio de habitantes, de todos los niveles socioeconómicos, lo que ha llevado aparejado una serie de otros problemas comunes pero no han teniendo una gran incidencia ya que sigue destacando por su tranquilidad y amabilidad de sus pobladores. 

#### Terremoto de 1985
El terremoto de 1985 fue un sismo registrado el domingo 3 de marzo de 1985 a las 19:47 hora local (22:47 UTC). Su epicentro se localizó en la costa central de la Región de Valparaíso, Chile, cercanas a la localidad de Laguna Verde, a unos cuantos kilómetros al sur de Valparaíso, y tuvo una magnitud de 7.8 MW y de 7,8 MS.  Se produjo como parte de la sismicidad normal de la zona de subducción Chilena, como un sismo generado por falla inversa interplaca, en el contacto de Nazca con Sudamérica. El terremoto elevó la playa y el fondo marino en el Centro de Chile,, lo que probablemente disminuye la densidad de la población de Locos  en la zona intermareal. Los efectos en la zona sub-mareal parecía ser menos pronunciados.

#### Caso Christian Von Wernich
El Juez Federal Arnaldo Corazza de  La Plata, Argentina  juntó el testimonio de los testigos que colocaron al sacerdote católico Christian von Wernich en tres correccionales ilegales (Puesto Vasco, Coti Martínez y Pozo de Quilmes), y ordenando su detención el 25 de septiembre de 2003, después de que el sacerdote fue descubierto en  Chile, en la ciudad costera de El Quisco bajo la identidad asumida del sacerdote Christian González, Párroco de la Iglesia católica de El Quisco.